# Дипломатически мисии на Гвинея-Бисау
Този списък включва дипломатическите мисии на Гвинея-Бисау по света.

## Европа
- Белгия
  - Брюксел (посолство)
- Босна и Херцеговина
  - Сараево (посолство)
- Португалия
  - Лисабон (посолство)
- Русия
  - Москва (посолство)
- Франция
  - Париж (посолство)
  - Москва (посолство)
- Хърватия
  - Загреб (посолство)
- Швейцария
  - Женева (консулство)

## Северна Америка
- Куба
  - Хавана (посолство)
- САЩ
  - Вашингтон (посолство)

## Африка
- Алжир
  - Алжир (посолство)
- Гамбия
  - Банджул (посолство)
- Гвинея
  - Конакри (посолство)
- Сенегал
  - Дакар (посолство)
  - Ziguinchor (консулство)

## Азия
- Сингапур
  - Сингапур (генерално консулство)

## Междудържавни организации
- - Ню Йорк - ООН